# Biirabo
Biirabo è una circoscrizione rurale (rural ward) della Tanzania situata nel distretto di Muleba, regione del Kagera. Conta una popolazione di 18 793 abitanti  (censimento 2022).